# Lost Junction
Lost Junction is een Amerikaanse mystery-thriller uit 2003. Voor Peter Masterson was dit de achtste bioscoopfilm onder zijn regie.

## Verhaal
Jimmy McGee (Billy Burke) staat 's morgens vroeg met autopech langs de weg wanneer Missy Lofton (Neve Campbell) langsrijdt. Zij biedt hem een lift aan, maar wil eerst even langs haar huis in het gehuchtje Lost Junction rijden. Hij aanvaardt het aanbod graag. Hij heeft niet gezien dat zij een mannelijk lijk in haar kofferbak heeft liggen. Lofton maakt thuis ontbijt voor zowel hem als zichzelf. De met haar bevriende Shorty (Michel Perron) haalt McGee's wagen op en zet die op de brug in zijn garage. Hij kan hem maken, maar moet onderdelen bestellen waardoor het een paar dagen duurt. Lofton biedt McGee daarom aan om een paar dagen bij haar te logeren.
Lofton vraagt McGee of zij hem even wil vergezellen naar de bank. Daar aangekomen blijkt zij tot zijn verrassing het gehele spaartegoed op te willen nemen dat op de gezamenlijke rekening staat van haar en haar echtgenoot Doc (Joel Miller). Bankmedewerker Thompson (Norman Mikeal Berketa) vindt het verdacht en wil eigenlijk dat Doc ook tekent, maar die is volgens haar in Texas. Hij laat zich er door haar toe zetten om de volgende dag het geld voor haar klaar te hebben staan: $ 322.000,69.
Met het geld rijden ze naar Loftons vriend Porter (Charles Edwin Powell). Op de weg ernaartoe vertelt zij hem over de dode Doc in de kofferbak. Ze legt uit dat ze ooit zwanger is gemaakt door haar eigen vader. Haar moeder geloofde dit niet en bracht haar naar Doc, die een abortus uitvoerde. Omdat ze niet terug naar huis kon en er toch iemand voor haar moest zorgen, trouwde ze daarop met Doc. Deze veranderde langzaam maar zeker in een haar mishandelende tiran. Daarom moest hij dood én wilde ze weg uit de plaats die voor haar vol zit met slechtste herinneringen. McGee vindt Porter maar een rare kerel, maar reist ondanks zijn gevoelens voor Lofton alleen door naar Charleston.
McGee gaat naar Charleston om daar zijn jeugdvriend Matt (Jake Busey) voor het eerst in drie jaar op te zoeken. Hij ligt nog steeds nachten wakker om wat hij die in hun jeugd heeft aangedaan en wil er met hem over praten. In hun tienertijd bezochten McGee, Matt en nog twee vrienden een hoge rots aan een water. Nadat hun vrienden er al waren afgesprongen, durfde Matt eigenlijk niet. McGee zei hem zijn ogen te sluiten en dat ze bij de derde tel samen zouden springen. Bij drie duwde hij Matt echter over de rand. Die kwam ongelukkig terecht in het water en zit sindsdien in een rolstoel.
Het weerzien voorloopt voorspoediger dan McGee dacht. Matt beschouwt het gebeurde als een ongeluk en neemt hem niets kwalijk. Hij denkt dat het feit dat hij tegenwoordig in een rolstoel zit, hem niet ongelukkiger heeft gemaakt en dat daarom McGee er ook niet wakker om hoeft te liggen. Wanneer hij hoort over Lofton, eist hij wel actie van McGee. Hij denkt dat Porter niet te vertrouwen is en dat zij daarom gevaar loopt. Daarom reizen ze samen terug om het uit te zoeken en treffen ze Lofton zonder geld en met haar gezicht vol blauwe plekken aan. Samen gaan ze Porter zoeken.

## Rolverdeling
- Neve Campbell - Missy Lofton
- Billy Burke - Jimmy McGee
- Jake Busey -Matt
- Charles Powell - Porter
- Michel Perron - Shorty
- Norman Mikeal Berketa - Mr. Thompson
- David Gow - Sheriff Frank
- Mariah Inger - Cassie
- Dawn Ford - Clara
- Matt O'Toole - State Trooper Stan
- Minor Mustain - State Trooper Bob
- Amy Sloan - Teller
- Carlin Glynn - serveerster eettentje

## Achtergrond
Lost Junction werd van mei 2001 tot juni 2001 opgenomen in Montreal, Canada. Op 14 februari 2003 ging de film op het Santa Monica International Film Festival in première. De film werd in enkele Europese landen, waaronder Duitsland, uitgebracht als direct-naar-video.